# Lista supernowych do roku 1950
Lista supernowych zaobserwowanych do roku 1950.
| Supernowa          | Galaktyka                                           | Data odkrycia       | Jasność galaktyki/SN | Rektascensja (J2000) | Deklinacja (J2000) | Typ SN | Odkrywca                                                                      |
| ------------------ | --------------------------------------------------- | ------------------- | -------------------- | -------------------- | ------------------ | ------ | ----------------------------------------------------------------------------- |
| SN 1006            | Droga Mleczna                                       | 6 maja 1006         | -9                   | 15h 16m 00s          | -41° 54′ 00″       |        | chińscy astronomowie                                                          |
| SN 1054            | Droga Mleczna                                       | 27 sierpnia 1054    | -4                   | 05h 34m 31,89s       | +22° 00′ 52,0″     | I?     | chińscy astronomowie                                                          |
| SN 1572 (B Cas)    | Droga Mleczna                                       | 6 listopada 1572    | -4                   | 00h 24m 48,6s        | +64° 08′ 49″       | I      | Schueler; Hainzel; Lindauer; Maestlin; Brahe; Maurolyco; chińscy astronomowie |
| SN 1604 (V843 Oph) | Droga Mleczna                                       | 9 października 1604 | -3                   | 17h 30m 38,6s        | -21° 28′ 52″       | I      | Altobelli; Brunowski; azjatyccy astronomowie                                  |
| SN 1885A (S And)   | NGC 224                                             | 17 sierpnia 1885    | 5,8                  | 00h 42m 42s          | +41° 16′ 00″       |        | Hartwig                                                                       |
| SN 1895A (VW Vir)  | NGC 4424                                            | 16 marca 1895       | 12,5                 | 12h 27m 12s          | +09° 25′ 00″       |        | Wolf                                                                          |
| SN 1895B (Z Cen)   | NGC 5253                                            | 7 lipca 1895        | 8,0                  | 13h 39m 54s          | -31° 39′ 00″       |        | Fleming                                                                       |
| SN 1901A           | NGC 2535                                            | 10 stycznia 1901    | 14,7                 | 08h 11m 12s          | +25° 11′ 00″       |        | Reinmuth                                                                      |
| SN 1901B           | NGC 4321                                            | 17 marca 1901       | 15,6                 | 12h 22m 54s          | +15° 49′ 00″       |        | Curtis                                                                        |
| SN 1907A           | NGC 4674                                            | 9 maja 1907         | 13,5                 | 12h 46m 00s          | -08° 39′ 00″       |        | Luyten                                                                        |
| SN 1909A (SS UMa)  | NGC 5457                                            | 26 stycznia 1909    | 12,1                 | 14h 03m 18s          | +54° 21′ 00″       |        | Wolf                                                                          |
| SN 1912A           | NGC 2841                                            | 19 lutego 1912      | 13,0                 | 09h 21m 54s          | +50° 59′ 00″       |        | Pease, Curtis                                                                 |
| SN 1914A           | NGC 4321                                            | 2 marca 1914        | 15,7                 | 12h 22m 54s          | +15° 49′ 00″       |        | Curtis                                                                        |
| SN 1915A           | NGC 4527                                            | 20 marca 1915       | 15,5                 | 12h 34m 12s          | +02° 39′ 00″       |        | Curtis                                                                        |
| SN 1916A           | NGC 251                                             |                     |                      |                      |                    |        |                                                                               |
| SN 1917A           | NGC 6946                                            | 19 lipca 1917       | 14,6                 | 20h 34m 54s          | +60° 09′ 00″       |        | George Ritchey                                                                |
| SN 1919A           | NGC 4486                                            | 24 lutego 1919      | 12,3                 | 12h 30m 48s          | +12° 23′ 00″       |        | Balanowsky                                                                    |
| SN 1920A           | NGC 2608                                            | 1 stycznia 1920     | 11,8                 | 08h 35m 12s          | +28° 29′ 00″       |        | Wolf                                                                          |
| SN 1921A           | NGC 4038                                            | marzec 1921         |                      | 12h 01m 54s          | -18° 52′ 00″       |        | Hubble, Duncan                                                                |
| SN 1921B           | NGC 3184                                            | 6 kwietnia 1921     | 13,5                 | 10h 18m 18s          | +41° 25′ 00″       |        | Zwicky                                                                        |
| SN 1921C           | NGC 3184                                            | 5 grudnia 1921      | 11,00                | 10h 18m 18s          | +41° 25′ 00″       |        | Jones                                                                         |
| SN 1923A           | NGC 5236                                            | 5 maja 1923         | 14,0                 | 13h 37m 06s          | -29° 52′ 00″       |        | Lampland                                                                      |
| SN 1926A           | NGC 4303                                            | 9 maja 1926         | 14,0                 | 12h 21m 54s          | +04° 28′ 00″       |        | Wolf, Reinmuth                                                                |
| SN 1926B           | NGC 6181                                            | 17 czerwca 1926     | 14,8                 | 16h 32m 18s          | +19° 50′ 00″       |        | Van Maanen                                                                    |
| SN 1934A           | IC 4719                                             | 3 października 1934 | 13,6                 | 18h 33m 12s          | -56° 44′ 00″       |        | Boyd                                                                          |
| SN 1935A           | IC 4652                                             | 5 czerwca 1935      | 15,0                 | 17h 26m 24s          | -59° 43′ 00″       |        | Boyd, Huruhata                                                                |
| SN 1935B           | NGC 3115                                            | kwiecień 1935       |                      | 10h 05m 12s          | -07° 44′ 00″       |        | Samaha                                                                        |
| SN 1935C           | NGC 1511                                            | 16 sierpnia 1935    | 12,5                 | 03h 59m 30s          | -67° 38′ 00″       |        | Boyce                                                                         |
| SN 1936A           | NGC 4273                                            | 2 stycznia 1936     | 14,4                 | 12h 20m 00s          | +05° 20′ 00″       |        | Hubble, Moore                                                                 |
| SN 1936B           | anonimowa                                           | 24 września 1936    | 14,0                 | 01h 21m 06s          | +15° 42′ 00″       |        | Zwicky                                                                        |
| SN 1937A           | NGC 4157                                            | 16 lutego 1937      | 16,2                 | 12h 11m 06s          | +50° 30′ 00″       |        | Zwicky                                                                        |
| SN 1937B           | anonimowa                                           | 26 sierpnia 1937    | 15,3                 | 22h 10m 42s          | -22° 41′ 00″       |        | Zwicky                                                                        |
| SN 1937C           | IC 4182                                             | 16 sierpnia 1937    | 8,4                  | 13h 05m 48s          | +37° 36′ 00″       | Ia     | Zwicky                                                                        |
| SN 1937D           | NGC 1003                                            | 9 września 1937     | 12,8                 | 02h 39m 18s          | +40° 53′ 00″       | Ia     | Zwicky                                                                        |
| SN 1937E           | NGC 1482                                            | 26 listopada 1937   | 15,0                 | 03h 54m 24s          | -20° 30′ 00″       |        | Zwicky                                                                        |
| SN 1937F           | NGC 3184                                            | 9 grudnia 1937      | 13,5                 | 10h 18m 18s          | +41° 25′ 00″       |        | Zwicky                                                                        |
| SN 1938A           | UGC 2105                                            | 17 listopada 1938   | 15,2                 | 02h 37m 36s          | +34° 27′ 00″       |        | Zwicky                                                                        |
| SN 1938B           | NGC 2672                                            | 1938                | 15,5                 | 08h 49m 24s          | +19° 05′ 00″       |        | Wachmann                                                                      |
| SN 1938C           | anonimowa                                           | maj 1938            | 17,7                 | 13h 16m 06s          | +25° 10′ 00″       |        | Klein                                                                         |
| SN 1939A           | NGC 4636                                            | 17 stycznia 1939    | 11,9                 | 12h 42m 54s          | +02° 42′ 00″       | Ia     | Zwicky                                                                        |
| SN 1939B           | NGC 4621                                            | 19 maja 1939        | 11,9                 | 12h 42m 00s          | +11° 39′ 00″       |        | Zwicky                                                                        |
| SN 1939C           | NGC 6946                                            | 17 lipca 1939       | 13,0                 | 20h 34m 54s          | +60° 09′ 00″       |        | Zwicky                                                                        |
| SN 1939D           | anonimowa                                           | 4 grudnia 1939      | 16,0                 | 00h 57m 30s          | -05° 00′ 00″       |        | Zwicky                                                                        |
| SN 1940A           | NGC 5907                                            | 16 lutego 1940      | 14,3                 | 15h 15m 54s          | +56° 19′ 00″       |        | Johnson                                                                       |
| SN 1940B           | NGC 4725                                            | 5 maja 1940         | 12,8                 | 12h 50m 24s          | +25° 30′ 00″       |        | Johnson                                                                       |
| SN 1940C           | IC 1099                                             | 4 maja 1940         | 16,3                 | 15h 06m 54s          | +56° 33′ 00″       |        | Zwicky                                                                        |
| SN 1940D           | NGC 4545                                            | 25 lipca 1940       | 15,0                 | 12h 34m 36s          | +63° 31′ 00″       |        | Johnson                                                                       |
| SN 1940E           | NGC 253                                             | 22 listopada 1940   | 14,0                 | 00h 47m 36s          | -25° 18′ 00″       |        | Zwicky                                                                        |
| SN 1941A           | NGC 4559                                            | 5 lutego 1941       | 13,2                 | 12h 35m 54s          | +27° 57′ 00″       |        | Jones                                                                         |
| SN 1941B           | NGC 3254                                            | 28 marca 1941       | 15,1                 | 10h 29m 18s          | +29° 30′ 00″       |        | Johnson                                                                       |
| SN 1941C           | NGC 4136                                            | 16 kwietnia 1941    | 16,8                 | 12h 09m 18s          | +29° 55′ 00″       |        | Jones                                                                         |
| SN 1945A           | NGC 5195                                            | 8 kwietnia 1945     | 14,0                 | 13h 30m 00s          | +47° 16′ 00″       |        | Humason                                                                       |
| SN 1945B           | NGC 5236                                            | 13 lipca 1945       | 14,2                 | 13h 37m 06s          | -29° 52′ 00″       |        | Liller                                                                        |
| SN 1946A           | NGC 3977                                            | maj 1946            | 18,0                 | 11h 56m 06s          | +55° 23′ 00″       |        | Hubble                                                                        |
| SN 1946B           | NGC 4632                                            | maj 1946            | 15,7                 | 12h 42m 24s          | -00° 06′ 00″       |        | Hubble                                                                        |
| SN 1947A           | NGC 3177                                            | 15 marca 1947       | 16,5                 | 10h 16m 36s          | +21° 07′ 00″       |        | Hubble                                                                        |
| SN 1948A           | NGC 4699                                            | 5 marca 1948        | 17,0                 | 12h 49m 06s          | -08° 40′ 00″       |        | Hubble                                                                        |
| SN 1948B           | NGC 6946                                            | 6 lipca 1948        | 14,9                 | 20h 34m 54s          | +60° 09′ 00″       | II     | Mayall                                                                        |
| SN 1950A           | IC 4051                                             | 20 marca 1950       | 17,7                 | 13h 00m 54s          | +28° 01′ 00″       |        | Humason                                                                       |
| SN 1950B           | NGC 5236                                            | 15 marca 1950       | 14,5                 | 13h 37m 06s          | -29° 52′ 00″       |        | Haro                                                                          |
| SN 1950C           | NGC 5033                                            | 14 maja 1950        | 18,2                 | 13h 13m 30s          | +36° 35′ 00″       |        | Zwicky                                                                        |
| SN 1950D           | anonimowa                                           | 22 marca 1950       | 16,6                 | 08h 43m 06s          | +18° 10′ 00″       |        | Chai                                                                          |
| SN 1950E           | w rzeczywistości planetoida (2093) Genichesk (Chai) |                     |                      |                      |                    |        |                                                                               |
| SN 1950F           | UGC 8995                                            | 18 lutego 1950      | 16,2                 | 14h 04m 48s          | +08° 50′ 00″       |        | Zwicky                                                                        |
| SN 1950G           | anonimowa                                           | 19 lutego 1950      | 18,3                 | 09h 44m 06s          | +09° 21′ 00″       |        | Zwicky                                                                        |
| SN 1950H           | NGC 5857                                            | 17 marca 1950       | 18,1                 | 15h 07m 30s          | +19° 36′ 00″       |        | Zwicky                                                                        |
| SN 1950I           | anonimowa                                           | 20 kwietnia 1950    | 20,2                 | 15h 08m 18s          | +19° 12′ 00″       |        | Zwicky                                                                        |
| SN 1950J           | anonimowa                                           | 20 kwietnia 1950    | 20,3                 | 15h 17m 30s          | +19° 46′ 00″       |        | Zwicky                                                                        |
| SN 1950K           | anonimowa                                           | 20 kwietnia 1950    | 20,0                 | 15h 21m 48s          | +17° 26′ 00″       |        | Zwicky                                                                        |
| SN 1950L           | anonimowa                                           | 16 maja 1950        | 19,9                 | 15h 42m 12s          | +21° 57′ 00″       |        | Zwicky                                                                        |
| SN 1950M           | NGC 3266                                            | 19 marca 1950       | 14,5                 | 10h 33m 12s          | +64° 46′ 00″       |        | Deutsch                                                                       |
| SN 1950N           | anonimowa                                           | 19 czerwca 1950     | 18                   | 17h 03m 48s          | +00° 26′ 00″       |        | Mueller                                                                       |
| SN 1950O           | anonimowa                                           | 18 kwietnia 1950    | 17 / 14,4            | 16h 15m 09,39s       | +18° 57′ 14,4″     |        | Mueller                                                                       |